# Horst Wessel
Horst Ludwig Wessel (n. 9 octombrie 1907, Bielefeld - d. 23 februarie 1930, Berlin) este numele unui ofițer SA (SA-Unterscharführer post-mortem) nazist german ucis în anul 1930 de un manifestant comunist într-un schimb de focuri. Din inițiativa lui Joseph Goebbels, soarta lui Wessel a căpătat un rol important în propaganda nazistă, fiind declarat martir și gratificat cu gradul de SA-Unterscharführer (post-mortem) .

## Date biografice
Wessel s-a născut în Bielefeld în Westfalia, ca fiu al dr. Ludwig Wessel, pastor luteran la biserica Nikolaikirche din Berlin și al Luisei Margarete Wessel,  fiică de pastor luteran. Familia Wessel locuia pe Strada Evreilor (Judenstraße), centrul cartierului evreiesc în Berlinul medieval .
Școala primară și gimnaziul, Horst le-a urmat între anii 1914-1922 la Berlin-Cölln (Cöllnisches Gymnasium), iar bacalaureatul (în germană : Abitur) l-a luat la gimnaziul Luisenstadt (germană : Luisenstädtisches Gymnasium) din Berlin. În aprilie 1926 s-a înscris la facultatea de drept de la Universitatea Friedrich Wilhelm din Berlin și s-a înrolat în secția berlineză a SA-Sturmabteilung și în asociația studențească berlineză „Corps Normannia Berlin”. Relațiile neoficializate cu logodnica sa, Erna Jaenke, au atras refuzul mamei sale, rămasă văduvă, de a-l întreține, fapt care l-a silit pe Wessel să-și întrerupă studiile.

### Activitatea nazistă

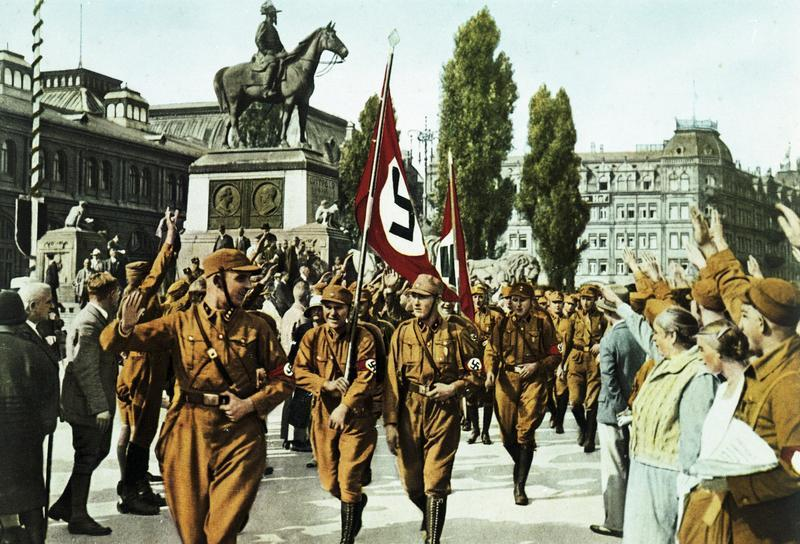
Horst Wessel în fruntea unei unități SA, Nürnberg, 1929

Dr. Ludwig Wessel a fost membru al partidului conservator Partidul Național-Popular German (DNVP), așa că la 15 ani Horst s-a înrolat în Tineretul DNVP, numit și „Tineretul lui Bismarck”  (în germană :Bismarckjugend), unde s-a remarcat în altercațiile cu social-democrații și comuniștii .
În 1928 el a plecat la Viena pentru a-și continua studiile dar, atras spre activitatea politică, s-a înrolat în Hitlerjugendul austriac și după câteva luni s-a reîntors la Berlin unde și-a făcut o carieră rapidă în SA ajungând la gradul de SA-Sturmführer, responsabil cu agitația și demonstrațiile din zona Brandenburg .

#### Horst-Wessel-Lied
Poemul Die Fahne hoch! (Sus drapelul!) a apărut pentru prima oară în luna august 1929 în „Atacul” (în germană „Der Angriff”), organul de presă al Sturmabteilung (SA) („Secțiunile de Asalt” naziste). Die Fahne hoch! a devenit Horst-Wessel-Lied și a fost intonat pentru prima oară la funeraliile lui Wessel.
Acest poem a fost un plagiat, sau o „adaptare” pentru Sturmabteilung a poemului poetului comunist Willi Bredel, scris pentru „Uniunea de apărare a Partidului Comunist German” (în germană Roter Frontkämpferbund).
După Ingeborg Wessel, sora lui Horst, prima publicare postumă a poemului, în jurnalul nazist Völkischer Beobachter, a purtat mențiunea „Salutul lui Horst Wessel către Germania viitoare”; poemul a devenit inmul oficial al partidului nazist german NSDAP .

### Asasinatul
Wessel a fost împușcat de activistul comunist Albrecht (Ali) Höhler în seara de 14 ianuarie 1930 și internat în stare de agonie în spitalul Friedrichshain. A fost vizitat de sora sa, Ingeborg Wessel, de Joseph Goebbels și de prințul August Wilhelm al Prusiei, unul dintre comandanții SA. A murit de septicemie nouă zile mai târziu.
Höhler a fost condamnat la șase ani de închisoare și asasinat trei ani mai târziu, după ce naziștii au acaparat puterea în Germania.
Cauza atentatului a rămas neclară. Partidul comunist a negat că ar fi avut vreun amestec în acest atentat; s-a menționat și posibilitatea unei crime pasionale din lumea interlopă. După altă versiune, ar fi fost un act de vendetă, de răzbunare pentru uciderea cu o zi mai devreme a lui Camillo Ross, un comunist prezumtiv, în vârstă de 17 ani.
Din inițiativa lui Goebbels asasinarea lui Wessel a căpătat amploare națională, ca un mare show propagandistic, iar funeraliile au fost organizate în stil grandios, însoțite de mari manifestații ale SA .

## Onoruri

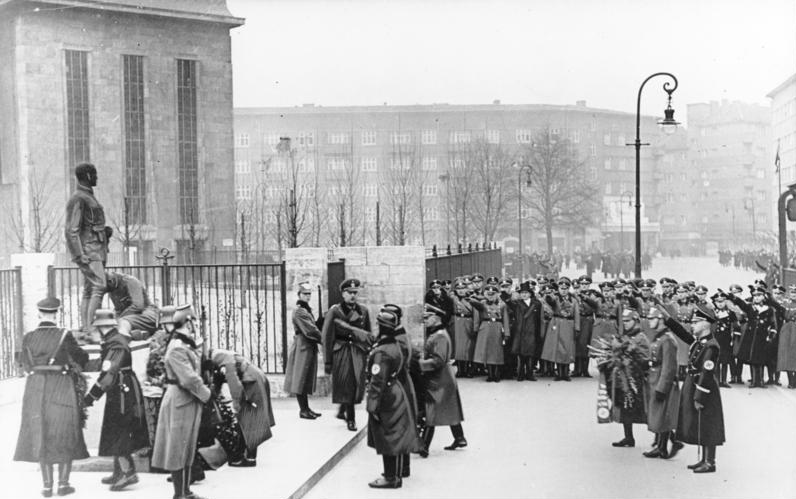
Actuala Piață Rosa Luxemburg (Rosa-Luxemburg-Platz) din Berlin era numită în Cel de Al Treilea Reich, Piața Horst Wessel

- Horst-Wessel-Lied (în română Cântecul lui Horst Wessel) sau Die Fahne Hoch (în română Sus drapelul), cântecul compus în 1927 pe versurile lui Horst Wessel a devenit postum imnul oficial al partidului nazist german (NSDAP). În perioada celui de-al Treilea Reich s-a păstrat imnul național al Republicii de la Weimar, Das Lied der Deutschen, din care se cânta doar prima strofă, urmată imediat de Cântecul lui Horst Wessel.
- Piața Horst Wessel din Berlin (germană : Horst-Wessel-Platz) a fost denumită astfel la 26 mai 1933 în onoarea saA.
- „Eagle (navă) - velier cu trei catarge al marinei militare germane, (în germană : Kriegsmarine) care îl folosea ca navă-școală a fost denumit „Horst Wessel”. Velierul a fost capturat de americani în anul 1945 și rebotezat Eagle.
- În ianuarie 1944 a XVIII-a divizie de tancuri „SS Freiwilligen Panzergrenadier” a fost denumită „Horst Wessel”.
- Un film de propagandă, „Hans Westmar”, a fost realizat folosind date biografice ale lui Wessel[13][14].
- Insigna de Aur a Partidului Național Socialist al Muncitorilor Germani.